# フィリップ・パレーノ
フィリップ・パレーノ（Philippe Parreno、1964年 - ）は、アルジェリア生まれの現代アーティスト。

## 経歴
オラン（アルジェリア）生まれ。パリ在住。
1983年から1988年グレノーブルのエコール・デ・ボザールにて、1988年から1989年はパリのパレ・ド・トーキョー Institut Des Haute Etudes En Arts Plastiques で学んでいる。
「岡山芸術交流2025」のアーティスティック・ディレクター。

## 監督
映画『ジダン 神が愛した男』（ダグラス・ゴードンとの共同監督、2006年）

## 展示

### 個展
- 「フィリップ・パレーノ：この場所、あの空」ポーラ美術館（日本、2024年）
- 「VOICES」リウム美術館（ソウル、2024年）
- 「Echo2: a Carte Blanche to Philippe Parreno」ブルス・ドゥ・コメルス（パリ、2022年）
- 「オブジェが語りはじめると」ワタリウム美術館（日本、2019年）
- 「Echo」ニューヨーク近代美術館（2019年）
- 「Anywhen」テート・モダン（ロンドン、2016年）
- 「Anywhere, Anywhere Out of the World」パレ・ド・トーキョー（パリ、2013年）
- 「8 juin 1968 ‒ 7 septembre 2009」ポンピドゥー・センター（パリ、2009年）